# ألفارو ميخيا
ألفارو بيريز ميخيا (بالإسبانية: Álvaro Mejía Pérez)‏، من مواليد 18 يناير 1982 في مدريد في إسبانيا، لاعب كرة قدم إسباني.
بدأ مسيرته الكروية مع نادي ريال مدريد في عام 2003، وشارك معهم في 71 مباراة في مختلف المسابقات وسجل خلالها 13 هدف وفي يوليو 2007 انتقل إلى نادي ريال مورسيا ولعب معهم حتى عام 2010 وشارك خلالها في 114 مباراة في مختلف المسابقات وسجل خلالها 4 اهداف وفي صيف 2010 انتقل إلى نادي أرليه أفينيون وشارك معهم في 12 مباراة لم يسجل خلالها أي شيء ولم يظهر بمستواه المعهود وبعد ستة أشهر في شتاء 2011 انتقل إلى نادي كونياسبور التركي، وفي 2014 انتقل إلى دوري نجوم قطر وبالتحديد إلى نادي الشحانية.

## روابط خارجية
- ألفارو ميخيا على موقع الاتحاد الأوربي (الإنجليزية)
- ألفارو ميخيا على موقع اتحاد تركيا (لاعب) (الإنجليزية)
- ألفارو ميخيا على موقع قاعدة بيانات كرة القدم.إي يو (الإنجليزية)
- ألفارو ميخيا على موقع Soccerway.com (الإنجليزية)
- ألفارو ميخيا على موقع عالم كرة القدم.نت (الإنجليزية)
- ألفارو ميخيا على موقع كووورة
- ألفارو ميخيا على موقع AS.com (الإسبانية)